# Brittany Pierce
Brittany Susan Pierce est un personnage de fiction de série télévisée américaine Glee, interprété par Heather Morris et doublé en français par Laurence Sacquet. Elle a été développée par les créateurs de Glee, Ryan Murphy, Brad Falchuk et Ian Brennan. Brittany est une cheerleader appartenant au groupe des Cheerios du lycée William McKinley High School.

## Biographie
Brittany apparaît dans le deuxième épisode la saison 1 (Tout le Monde Adore le Disco) et rejoint New Directions dans ce même épisode avec ses meilleures amies cheerleaders Quinn Fabray (Dianna Agron) et Santana Lopez (Naya Rivera) dans le cadre d'un plan de Sue Sylvester (Jane Lynch) pour détruire le Glee club. Lors de l'épisode 7, Minorités report, le Glee club est divisé en deux parties à la suite des décisions de Sue. Elle se retrouve dans le groupe de Will Schuester (Matthew Morrison) mais Sue la convaincra, elle et Puck, que Will a des "préjugés raciaux". En effet Brittany a des origines néerlandaises. À la suite de cette discussion elle quittera le groupe de Will pour rejoindre celui de Sue. Dans De la poudre aux cheveux elle enseigne aux membres du Glee club l'Hairography (chorégraphie capillaire) sous les ordres de Will étant donné qu'elle est la seule à savoir en faire. Aux Sélections, le Glee Club accusera Santana et elle d'avoir donné leur liste de chansons à Sue. Elle avouera l'avoir fait mais ne pas savoir ce que la coach allait en faire.
Dans la  deuxième saison elle fait ses premiers solos, plus particulièrement dans l'épisode Britney / Brittany où elle interprète I'm a Slave for You  de Britney Spears, Me Against the Music en duo avec Santana et Toxic. Cet épisode est d'ailleurs plus ou moins centré sur son personnage. Elle dévoile la façon dont elle avait toujours vécu dans l'ombre de Britney Spears, en précisant qu'elle ne sera jamais aussi talentueuse qu'elle. L'épisode A Very Glee Christmas nous apprend que Brittany croit toujours au Père Noël.  Dans Le Sylvester Shuffle Sue, Sue veut utiliser Brittany comme un « boulet de canon humain ». Elle a également dû faire le choix entre Glee Club et les Cheerios, comme ses amies Quinn et Santana. Elle choisit d'abord les Cheerios pour maintenir sa popularité mais finit par choisir le Glee Club. Elle obtient un autre solo dans Blame It on the Alcohol où cette fois elle chante Tik Tok de Kesha.
Brittany mentionne dans l'épisode La Mauvaise Réputation qu'elle a couché avec presque tout le monde au lycée, aussi bien les garçons que les filles ainsi que le concierge de l'école. Elle a eu une brève relation avec Kurt Hummel (Chris Colfer) dans l'épisode Trouver sa voix. Elle demande à Santana Lopez (Naya Rivera) d'être sa partenaire pour une compétition en duo mais cette dernière la rejette, la laissant dévastée. Elle tente de rendre jalouse Santana en sortant avec Artie Abrams (Kevin McHale). Elle finit par coucher avec Artie, mais Artie rompt avec elle en apprenant par Santana que Brittany se servait de lui. Artie est bouleversé par la perte de sa virginité, et ne veut plus voir Brittany même si elle lui présente ses excuses. La scène finale de l'épisode montre qu'elle a été très contrariée par la façon dont elle a traité Artie. Cependant dans Premiers baisers Artie et elle se rapprochent de nouveau et finissent par sortir ensemble. 
Dans la saison 3, Britanny et Santana commencent à se questionner sur la nature de leur relation, et Santana lui admet ses véritables sentiments dans Sexy. 
Bien que Santana ait peur d'être mal vue des autres élèves du lycée à cause de leur relation de même sexe, elle lui avoue son amour. Brittany lui dit que ses sentiments sont réciproques. Toutefois, aimant beaucoup trop Artie pour lui faire du mal, elle refuse de sortir avec Santana pour le moment. Cependant, elle lui promet de se mettre avec elle s'ils rompent, ce qui arrive quelques épisodes plus tard, quand Artie la traite d'idiote alors qu'ils se disputaient car il la suspectait de le tromper avec Santana. 
Au début de la Saison 3, elle s'engage dans une relation secrète avec Santana. Dans l'épisode "I kissed a girl", Santana fait enfin son coming out et elles deviennent alors un couple officiel.
Dans la saison 3 elle héberge "Rory Flanagan" (Damian Mc Ginty) qui lui fait croire qu'il est un leprechaun. Il lui accorde trois vœux, une fois exaucés, il pourra voir le chaudron d'or de Brittany.
Dans l'épisode « The Break Up » (4x04), Santana et elle romperont, à cause de la distance qui les sépare.
Elle va par la suite se rapprocher de Sam, et finir par se mettre en couple avec lui.
Elle se marie avec Sam Evans dans l'épisode 10 de la saison 4, car ils croient tous les deux à la fin du monde annoncée par les mayas et veulent profiter de leurs derniers jours ensemble. Le coach Beiste déclarera que ce n'était pas un mariage officiel. À la fin de l'épisode de la saison 4 épisode 22 Brittany a eu une demande de l'université MIT et décide de partir après les régionales.
Durant la saison 5, Santana va revenir temporairement à Mc Kinley et Britanny va tenter de la reconquérir.
Après plusieurs longues discussions elles vont se remettre ensemble, et officialiser leur couple après la remise des diplômes de Britanny.(épisode 13)
Par la suite, elles partent en voyage sur une île (l’île Lesbos)
Pendant la saison 6, Santana va la demander en mariage après leur dernière performance au Glee Club (épisode 3).
Lors de l'épisode "Mariages" de la saison 6, elle et Santana finissent par se marier lors d'un double mariage avec Kurt/Blaine
Elle fait une dernière apparition lors de l’épisode 13, pour chanter la dernière chanson de la série « i lived » avec tous les New Direction